# حسن أبو علي
حسن أبو علي شخصية ثقافية أردنية (مواليد 1944)، يعتبر من مشاهير مدينة عمّان. وهو صاحب كشك الثقافة العربية - أحد أهم معالم وسط البلد (عمان) الأدبية والثقافية منذ الستينات من القرن الفائت. يعتبره الكثير من العمّانيين، بمثابة وزير للثقافة الشعبية في الأردن.